# Disolución en la Nada
Disolución en la Nada (spanisch Auflösung in das Nichts) ist eine 2022 gegründete instrumentale Funeral-Doom-Band.

## Geschichte

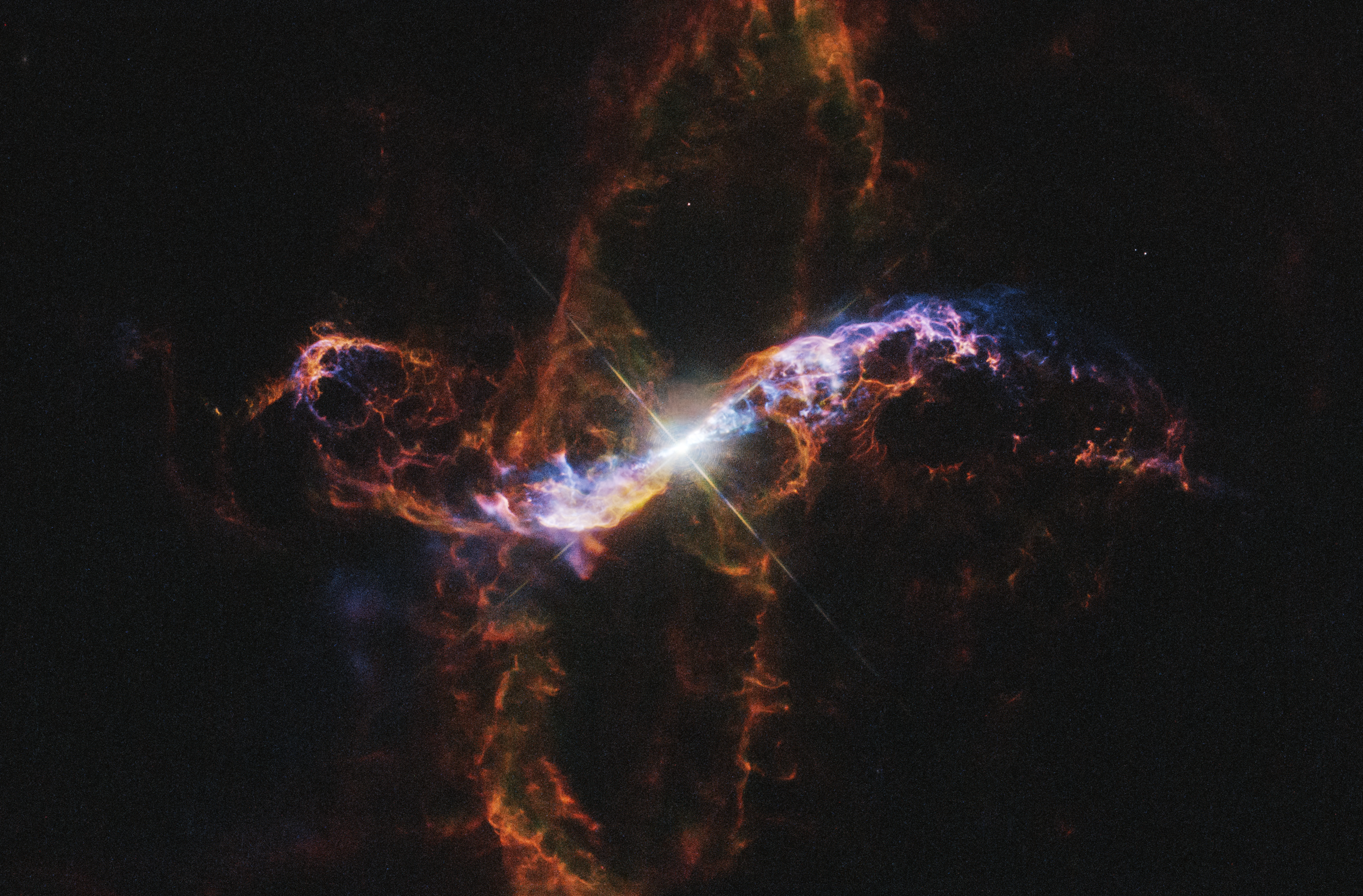
Der Stern R Aquarii gab dem Debüt den Namen und Bilder des Sterns illustrierten das Begleitmaterial der CD.

Der spanische Musiker Ángel Chicote (Ornamentos del Miedo) trat mit dem Solo-Musikprojekt Disolución en la Nada erstmals durch die Debütveröffentlichung R Aquarii in Erscheinung. Das Album wurde am 16. Juni 2022 über Silent Time Noise als CD sowie über eine eigene Bandcamp-Seite als Musikdownload veröffentlicht. International blieb eine Rezeption aus.

## Stil
Das Label bewirbt die Musik als „Instrumental Ambient Funeral Doom“, eine Subgenre-Begrifflichkeit die insbesondere auf Projekte von Stijn van Cauter wie Arcane Voidsplitter und Beyond Black Void Anwendung findet und die Instrumentalmusik einer Riff-betonten minimalistischen Subsparte mit ausgeprägten sphärischen Synthesizer- und Keyboard-Untermalungen zuordnet. Analog zu Projekten wie Arcane Voidsplitter, Eirð oder Mesmur, die im Funeral Doom als kosmisch kategorisiert werden verweist auch Chicote auf ein entsprechendes Grundthema. Auch der Albumtitel des Debüts ist ein direkter Verweis auf einen gleichnamigen Stern. Eine Aufnahme des Sterns durch das Hubble-Weltraumteleskop wurde von Chicote als Covermotiv gewählt.

## Diskografie
- 2022: R Aquarii (Album, Silent Time Noise)